# القلعة الملكية (جيان)
بلدية قلعة يحصب أو القلعة الملكية (بالإسبانية: Alcalá la Real) هي بلدية تقع في مقاطعة جيان التابعة لمنطقة أندلسية جنوب إسبانيا.

## الديموغرافيا
بلغ عدد سكان بلدية قلعة يحصب 22.758 نسمة عام 2011 (وفقاً للمعهد الوطني للإحصاء الإسباني).
| 21.558 | 21.521 | 21.517 | 22.038 | 22.324 | 22.783 | 22.758 |

## توأمة
لقلعة يحصب اتفاقيات توأمة مع كل من:
- Lohfelden [الإنجليزية]‏
- فيغيراس

## أعلام
- كارمين كانو
- خوسيه كاستيلو
- خوان مارتينيز
- ماريا رويز
- ابن سعيد المغربي